# Eteone rarica
Eteone rarica är en ringmaskart som först beskrevs av Uschakov 1958.  Eteone rarica ingår i släktet Eteone och familjen Phyllodocidae. Inga underarter finns listade i Catalogue of Life.